# Подгорновский сельсовет (Красноярский край)
Подгорновский сельсовет — сельское поселение в Енисейском районе Красноярского края.
Административный центр — село Подгорное.
В 1995 году из Подгорновского сельсовета выделен Малобельский сельсовет.

## Население
| 2010 | 2012 | 2013 | 2014 | 2015 | 2016 | 2017 |
| ---- | ---- | ---- | ---- | ---- | ---- | ---- |
| 253  | ↘236 | ↘205 | ↗207 | ↘205 | ↘191 | ↘184 |

Село Подгорное — место компактного поселения марийцев.

## Состав сельского поселения
В состав сельского поселения входят 2 населённых пункта:
| № | Населённый пункт | Тип населённого пункта       | Население |
| - | ---------------- | ---------------------------- | --------- |
| 1 | Масленниково     | деревня                      | →1        |
| 2 | Подгорное        | село, административный центр | 252       |

В 2021 году была упразднена деревня Верхнекемское

## Местное самоуправление
Подгорновский сельский Совет депутатов
Дата избрания: март 2010 года. Срок полномочий: 4 года
Глава муниципального образования
- Иванов Олег Анатольевич. Дата избрания: март 2010 года. Срок полномочий: 4 года